# 高田馬場 (落語)
高田馬場（たかだのばば）は古典落語の演目。別名に仇討屋もしくは敵討屋（あだうちや）。高田馬場で決闘（仇討ち）が行われるという噺であるが、堀部安兵衛（堀部武庸）の有名な逸話「高田馬場の決闘」の話ではなく、そうした仇討話の人気を踏まえた創作話である。また、冒頭においてガマの油売りの口上が演じられることでも知られる。
三代目三遊亭金馬がよく演じた。種明かし系のサゲの典型とされる。

## あらすじ
浅草観音の奥山において、とある若い姉弟がガマの油売りをしており、美しい娘である姉が見事な鎖鎌の芸を演じた後、好男子の弟は朗々とガマの油売りの口上を行い、人目を引く。そこに50はとうに過ぎたと見える浪人が現れ、姉弟に「拙者の背中の古傷にもよく効くか」と尋ね、弟は傷を見てみないとわからないと答える。そこで浪人が背中を見せると、それを見た姉弟は「この傷。さてはお主、飽沢源内殿か」と問う。姉弟と飽沢と呼ばれた浪人のやり取りを聞くと、どうやら姉弟の父は、母に不義を働いた飽沢という同僚の武士を討とう（女敵討ち）として返り討ちに遭って亡くなり、そのため姉弟は仇討ちのために飽沢の行方を探していたらしい。浪人は「いかにも」と飽沢であること認めるも、「浅草観音の境内を血で汚すのは恐れ多い。明日巳の刻（現在の午前10時頃）、牛込は高田馬場で果たし合おうではないか」と提案する。姉弟もこれを受け入れる。
この決闘の約束は、仇討ち話が大好きな江戸っ子たちによって瞬く間に広がり、当日、高田馬場には大勢の見物人が押し寄せ、付近の茶屋や出店にも人が入り、大繁盛しているほどであった。ところが、巳の刻になってもいっこうに両者現れる気配がなく、ついに時刻は正午となってしまう。昨日、姉弟と浪人が約束した現場にも居合わせた男もまた、茶屋で一杯やりながらじれったく待っていたが、そこで茶屋の客の中に、徳利を並べてすでにかなり出来上がっているあの浪人がいることに気づく。
男が浪人に声をかけると「仇討ちはやめだ」と答える。姉弟がよく許したなと聞くと「あれは某（それがし）の倅（せがれ）と娘だ」と答える。わけがわからなくなった男に、浪人は実は自分は仇討ち屋で飽沢というのはまったくの偽名であり、昨日のやりとりはすべて狂言であったと明かす。そんなことをして何の得があるのかと聞く男に浪人は説明する。
「高田馬場で決闘があると聞けば大勢の人が集まる。さすれば茶屋や料理屋が儲かる。某（それがし）はその上がりの2割を貰って楽に暮らしておる」。